# Mimi Miyagi
Mimi Miyagi, pseudonimo di Melody Damayo (Davao, 3 luglio 1973), è un'ex attrice pornografica filippina naturalizzata statunitense.

## Biografia

### Primi anni ed educazione
Damayo nacque a Davao City, nelle Filippine il 3 luglio 1973, fu la secondogenita di quattro figli di genitori rigidamente cristiani. All'età di sei anni, partì per gli Stati Uniti con i suoi genitori e crebbe in California.

### Carriera nei film per adulti
La Damayo rispose ad annuncio che cercava modelli di nudo e fu così che iniziò a lavorare nell'industria cinematografica per adulti. Assunse il nome di "Mimi" che era un nomignolo d'infanzia datole da sua nonna; "Miyagi" deriva invece dal personaggio del Maestro di karate del film Per vincere domani - The Karate Kid. Celò la sua nazionalità filippina con il misticismo asiatico.

### Carriera politica

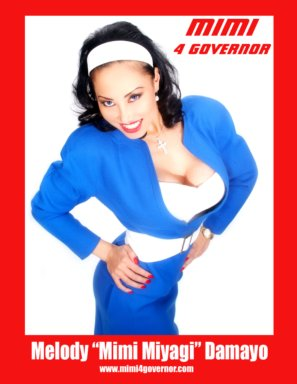
Poster della campagna per l'elezione a Governatore del Nevada (2006)

Il 12 maggio, 2006, si candidò nel Partito Repubblicano alla carica di Governatore dello Stato del Nevada, usando il suo nome di battesimo: Melody Damayo. In quell'occasione dichiarò: «Io non ho niente da nascondere, tutti hanno visto tutto di me». Uno dei suoi slogan fu: «Io sono nuda ed onesta sempre». Il 16 maggio 2006 la sua campagna venne pubblicamente appoggiata dal blog satirico Wonkette.
Fu criticata per la corsa alla carica data la sua passata professione. Affrontò quattro candidati alle primarie tenutesi il 15 agosto, 2006, e fu sconfitta con ampio margine da Jim Gibbons, con un conteggio dei voti di 1600. Dopo essere stata sconfitta alle primarie si unì al Libertarian Party.